# Sojus 2A
Sojus 2A ist die inoffizielle Bezeichnung für einen 1967 abgesagten Raumflug eines Sojus-Raumschiffes vom Ursprungstyp 7K-OK(P) mit der Seriennummer 5. Der Flug sollte einem Rendezvous, dem Docking und einem außenbords erfolgenden Umstieg von zwei Kosmonauten zu Sojus 1 dienen. Der Flug wurde wegen der ernsthaften technischen Probleme beim Flug von Sojus 1 kurzfristig abgesagt. Auch das Raumschiff Sojus 2A wies die gleichen Konstruktions- und Fertigungsfehler wie Sojus 1 auf, die Absage rettete damit wahrscheinlich das Leben der nominierten Kosmonauten.
In der sowjetischen Raumfahrt war es üblich, nur erfolgreiche Missionen zu nummerieren, deshalb wurde keine offizielle Bezeichnung für diesen abgesagten Flug vergeben. Die Bezeichnung Sojus 2 wurde im Oktober 1968 für ein unbemanntes passives Zielobjekt einer ebenfalls gescheiterten Kopplung mit Sojus 3 als aktivem Partner verwendet.

## Ausgangslage und Vorbereitung
Über zwei Jahre nach dem letzten bemannten Raumflug der Sowjetunion mit Woschod 2 sollte mit einer Doppelmission das neue Sojus-Raumschiff eingeführt werden. Die erste unbemannte Mission eines 7K-OK am 28. November 1966 unter der Bezeichnung Kosmos 133 mit der Seriennummer 2 (S/N 2) schlug fehl. Das Raumschiff konnte in der Erdumlaufbahn nicht stabilisiert werden, während der Rückkehr zur Erde drohte es, in China niederzugehen, woraufhin ein Selbstzerstörungsmechanismus die Landekapsel zerstörte. Beim zweiten Startversuch mit dem ersten produzierten Raumschiff (S/N 1) am 14. Dezember 1966 explodierte die Trägerrakete auf der Startrampe. Unter der Bezeichnung Kosmos 140 wurde am 7. Februar 1967 das nächste Raumschiff (S/N 3) gestartet. Auch hier gab es wesentliche Fehlfunktionen bei der Orientierung des Raumschiffes in der Umlaufbahn und es kam während der Rückkehr zur Dekompression der Kabine, da das Hitzeschutzschild auf Grund eines Fertigungsfehlers durchbrannte. Eine Besatzung wäre bei diesem Flug ums Leben gekommen. Der neue Raumschifftyp wies also noch gravierende Mängel auf und war nach den Fehlschlägen noch nicht flugqualifiziert, dennoch wurde auf politischen Druck hin ein bemannter Start angesetzt. 

## Besatzung
Wie schon bei den Woschod-Flügen wurde die Mannschaftseinteilung zum Streitpunkt zwischen dem Leiter der Kosmonautenausbildung Nikolai Kamanin als verantwortlichem Vertreter des Generalstabs der Luftstreitkräfte und dem seit 1966 unter Leitung von Wassili Mischin stehenden Zentralen Konstruktionsbüros für Experimentellen Maschinenbau (ZKBEM), dem vormaligen OKB-1 unter Leitung von Sergei Pawlowitsch Koroljow. 
Kamanin hatte seit Herbst 1965 acht Kosmonauten in der Ausbildung für die Sojusraumschiffe. Vier davon hatten schon einen Weltraumflug hinter sich: Juri Gagarin, Andrijan Nikolajew, Waleri Bykowski und Wladimir Komarow. Zwei Kosmonauten ohne Weltraumerfahrung (Wiktor Gorbatko, Jewgeni Chrunow) stammten aus der 1960 aufgestellten ersten Kosmonautengruppe, zwei weitere (Anatoli Woronow und Pjotr Kolodin) aus der zweiten im Jahre 1963 rekrutierten Gruppe der Luftstreitkräfte. Ein weiterer Kandidat für eine mögliche Nominierung als Sojus-Kommandant war Georgi Beregowoi, der 1964 aufgrund der Förderung von Marschall Rudenko in die Kosmonautengruppe nachgerückt war. Beregowoi war ein hervorragender Testpilot, war aber größer und schwerer als die anderen Kosmonauten und überschritt außerdem das eigentliche Höchstalter.
Auch Mischin versuchte offensiv, geeignete Ingenieure seines Konstruktionsbüros als Kosmonauten ausbilden und als Sojusbesatzungen nominieren zu lassen. Im Mai 1966 wählte er dazu acht Angehörige des ZKBEM aus. In dieser Gruppe befanden sich der bereits von Koroljow favorisierte Sergej Anochin, als erfahrener Testpilot und Leiter dieser Gruppe, sowie unter anderem die späteren Kosmonauten Alexei Jelissejew, Waleri Kubassow, Georgi Gretschko und Wladislaw Wolkow. Die vier letztgenannten Ingenieure nahmen am 1. Oktober 1966 das Training im Ausbildungszentrum auf.
Während der Auseinandersetzungen um die Nominierungen wurde im August 1966 entschieden, dass Sojus 1 von Komarow und Sojus 2 von Bykowski kommandiert werden sollten, mit Gagarin und Nikolajew als Ersatzkommandanten. In die Besatzung von Sojus 2 sollte dann Chrunow oder Gorbato aufgenommen werden. Um die vakante Position des Bordingenieurs eskalierte der Streit zwischen dem Militär und dem ZKBEM jedoch weiter.
Die endgültige Entscheidung wurde daher letztlich durch den verantwortlichen Abteilungsleiter für Verteidigungsindustrie im Zentralkomitee der KPdSU Iwan Serbin getroffen. Ab 16. November 1966 galten damit die folgenden Nominierungen
- Sojus 1: Komarow; Ersatz: Gagarin
- Sojus 2A: Bykowski, Chrunow, Jelissejew; Ersatz: Nikolajew, Gorbatko, Kubassow.

Als Kommandanten würden raumflugerfahrene Kosmonauten der ersten Kosmonautengruppe agieren, einer der für den Umstieg vorgesehenen Kandidaten würde ebenfalls aus dieser Gruppe stammen. Komarow hatte sich durch ausgezeichnete Trainingsergebnisse als Kommandant des aktiv koppelnden Raumschiffs empfohlen. Er gab diese offiziellen Nominierungsvorschläge auch bei einem Treffen der staatlichen Kommission am 21. November 1966 bekannt, ein Privileg, welches sich Kamanin bisher stets selbst vorbehalten hatte. Chrunow war bereits für den ersten sowjetischen Außenbordeinsatz als Ersatz für Alexei Leonow ausgebildet worden und erhielt daher für die Hauptbesatzung von Sojus 2A die Nominierung. Lediglich der dritte Platz des zweiten Raumschiffes sollte nun von einem Ingenieur (Jelissejew bzw. Kubassow) eingenommen werden. Beregowoi hatte damit vorerst keine Chancen mehr auf einen Raumflug vor Sojus 3.

## Das Unglück von Sojus 1
Der Start von Sojus 1 mit Wladimir Komarow an Bord erfolgte am 23. April 1967. Der Start von Sojus 2A sollte am Tag danach stattfinden. Beide Raumschiffe sollten vier Tage in der Umlaufbahn bleiben.
In der Erdumlaufbahn traten erhebliche Probleme bei Sojus 1 auf. So hatte sich ein Solarmodul nicht entfaltet und die automatischen Systeme zur Orientierung und Lageregelung des Raumschiffs fielen aus. Es wurde anfangs kurzzeitig erwogen, dass nach dem Start von Sojus 2A die Kosmonauten Jelissejew und Chrunow während ihres Außenbordumstiegs das verklemmte Solarmodul an Sojus 1 von Hand ausfahren sollten, mit den zunehmenden Problemen in dessen Energieversorgung und der fehlenden automatischen Lagekontrolle war aber ein sicheres Dockingmanöver ohnehin nicht mehr möglich. Der Start von Sojus 2A wurde abgesagt, offiziell wurden später schlechte Wetterverhältnissen am Startplatz als Grund angegeben.
Komarow in Sojus 1 gelang es, sein Raumschiff manuell für das Bremsmanöver auszurichten. In der Schlussphase der Landung verblieb jedoch der Hauptfallschirm im Container, der Reserveschirm konnte sich wegen dessen nicht abgeworfenen Hilfsschirms nicht entfalten, die Landekapsel zerschellte mit etwa 40 m/s beim Aufprall auf den Boden, wobei Komarow getötet wurde.
Bei einer Untersuchung des Unglücks von Sojus 1 wurde die aus demselben Fertigungslos stammende aber nicht gestartete Sojus 2A intensiven Analysen unterzogen. Dabei wurden die Konstruktions- und Fertigungsmängel am Hauptschirmsystem als Ursache des Absturzes von Sojus 1 entdeckt. Eine sichere Landung mit dem Reserveschirm wäre bei beiden Raumschiffen nur ohne vorherige Aktivierung des Hauptsystems möglich gewesen. Inwieweit eine solche Prozedur zur Rettung der Besatzung bei einem Start von Sojus 2A rechtzeitig genug erkannt und genutzt worden wäre, ist unklar.

## Auswirkungen
Der Absturz von Sojus 1 und der Tod von Komarow warf die sowjetische bemannte Raumfahrt um 18 Monate zurück. Erst im Oktober 1968 erfolgte mit Sojus 3 der nächste bemannte Start, wofür Beregowoi nominiert wurde.
Während Chrunow und Jelissejew weiterhin für ihren Ausstieg in der Erdumlaufbahn trainierten, der im Januar 1969 dann tatsächlich stattfand, bereitete sich Bykowski für einen bemannten Mondflug vor, der allerdings nie durchgeführt wurde.

## Verbleib des Raumschiffs
Das Raumschiff wurde umgerüstet, insbesondere wurde das Fallschirmsystem überarbeitet. Das Raumschiff startete am 30. Oktober 1967 unbemannt als Kosmos 188 und diente als Zielraumschiff für Kosmos 186. Die beiden Raumschiffe konnten zwar mechanisch, aber nicht elektrisch verbunden werden. Dennoch war das die erste erfolgreiche automatische Kopplung zweier Raumflugkörper. Bei der Landung von Kosmos 188 am 1. November 1967 kam es zu Problemen mit der Lageregelung, die zu einer starken Kursabweichung führten. Das Raumschiff wurde deshalb über Sibirien gesprengt. Dennoch gaben die sowjetischen Medien bekannt, man habe die Landekapsel geborgen.